# Dieu, l'amant de ma mère et le fils du charcutier
Pour plus de détails, voir Fiche technique et Distribution.
Dieu, l'amant de ma mère et le fils du charcutier est un film français réalisé par Aline Issermann et sorti en 1995.

## Synopsis
Les trois enfants de Gabrielle décident d'assassiner son amant, le coiffeur du village, qui répète avec elle une pièce de théâtre qu'ils doivent interpréter ensemble lors de la fête de l'été.

## Fiche technique
- Titre : Dieu, l'amant de ma mère et le fils du charcutier
- Réalisation : Aline Issermann
- Adaptation/dialogues : Aline Issermann
- Producteur : Eric Langlois
- Photographie : Philippe Pavans de Cecatty
- Musique : Gipsy Land
- Lieu de tournage : Sarthe
- Montage : Marie-Jo Audiard
- Pays de production :  France
- Genre : Comédie dramatique
- Durée : 90 minutes
- Date de sortie : 26 juillet 1995

## Distribution
- Richard Bohringer : Serge, le coiffeur et l'amant de Gabrielle
- Lio : Gabrielle
- Francis Huster : Jean-Marc
- Jean-Pierre Kalfon : Henri Larrieux
- Guy Montagné : Jean Richain
- Jean-François Perrier
- Emmanuelle Riva
- Jean-Paul Farré
- Idwig Stéphane